# Закон про захист особи і власності (1881)

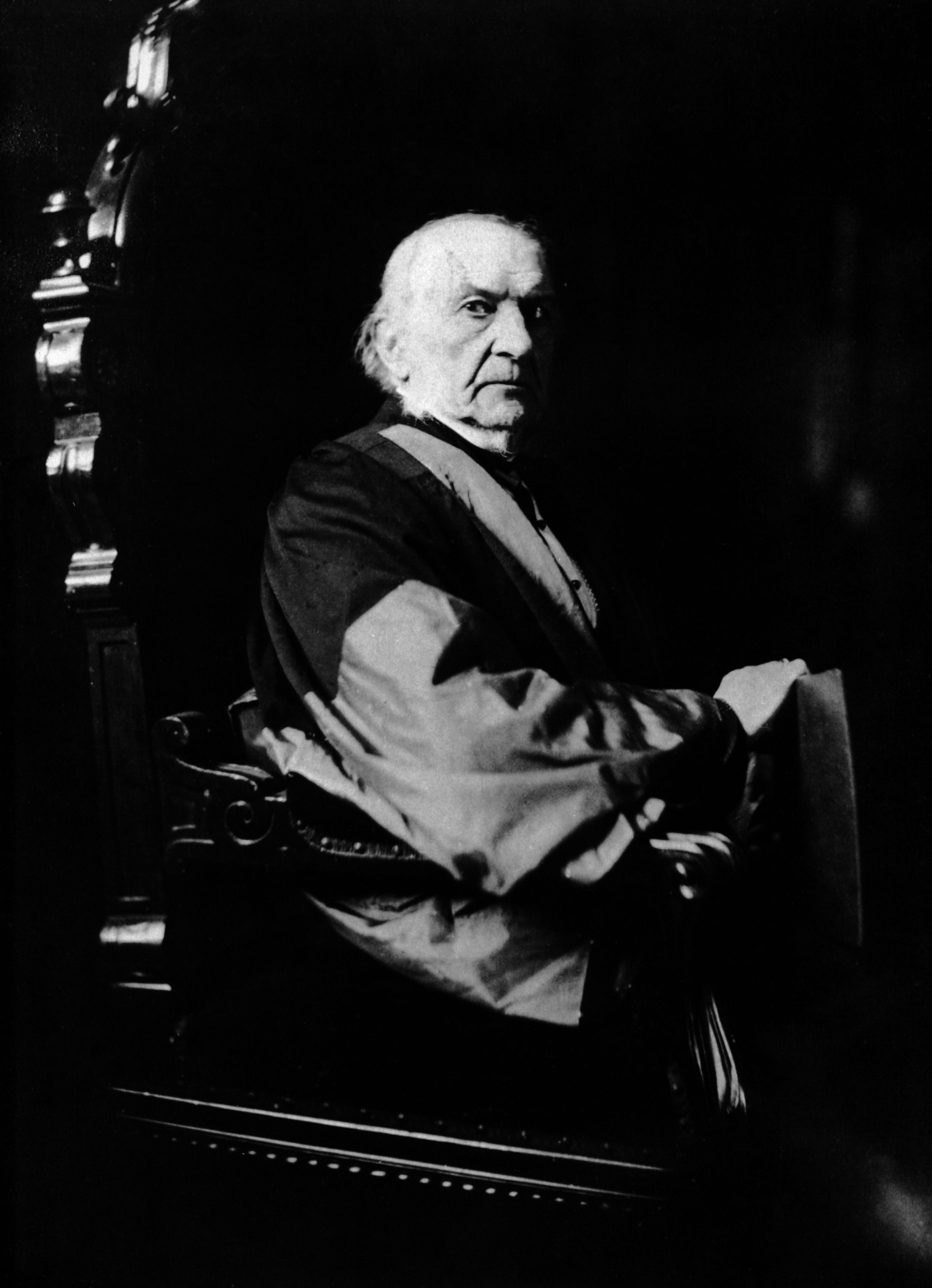
Акт 1881 року запровадив Вільям Еварт Гладстон

Закон про захист людей та власності (Ірландія)  також називають Законом про примус, був актом парламенту Великої Британії, який дозволяв інтернувати без судового розгляду осіб, яких підозрюють у причетності до Земельної війни в Ірландії.  Положення могли бути введені проголошенням лорда-лейтенанта Ірландії в будь-якій області острова. Списки інтернованих повинні були складатися перед парламентом.

## Постанова

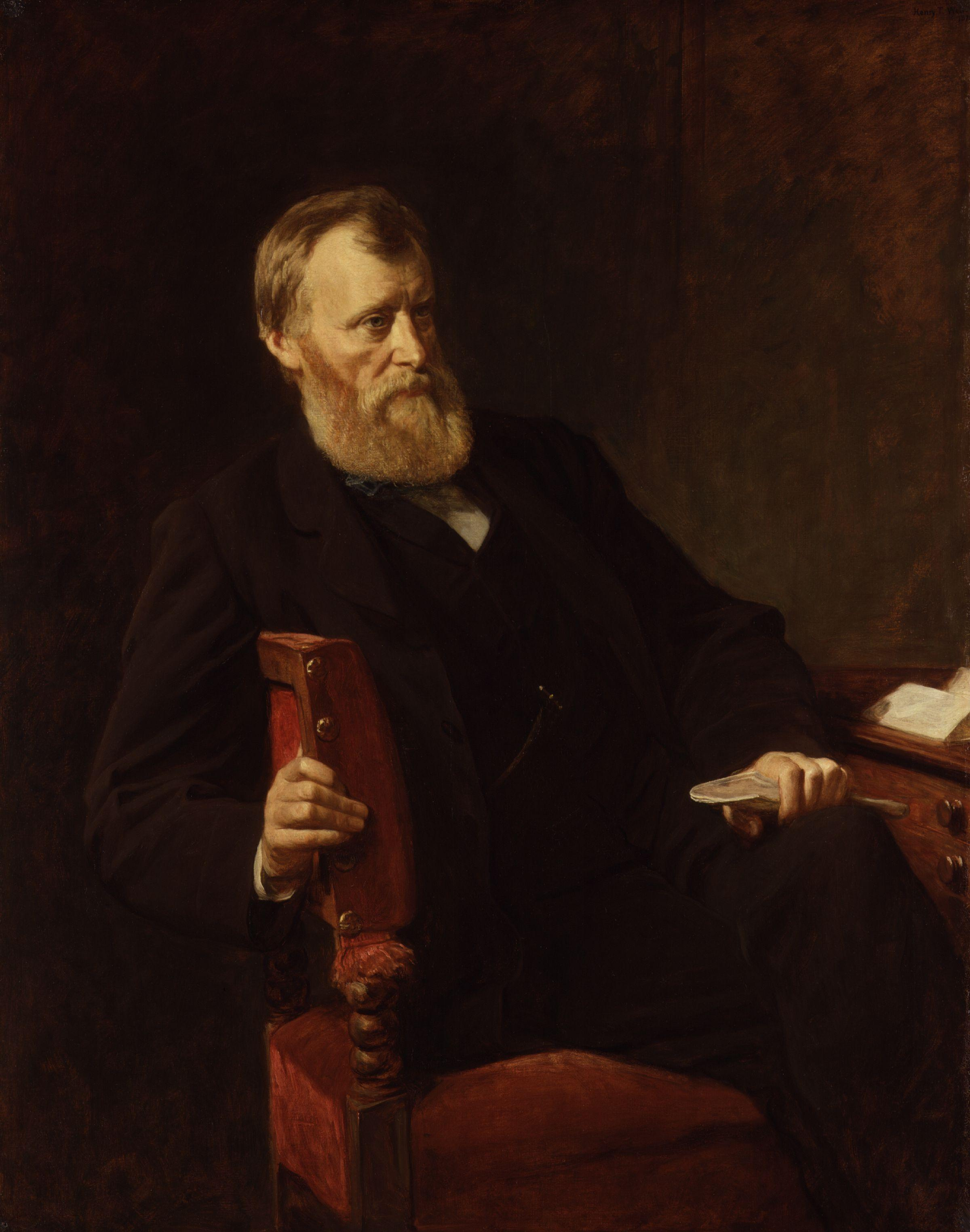
Вільям Едвард Форстер Генрі Танворт Уеллс.

Акт 1881 року був одним із понад 100 законів про примус, що застосовувалися до Ірландії за часів Союзу.  Вільяма Гладстона було повернуто на посаду в 1880 р. під час аграрного насильства та громадянських заворушень у сухопутній війні в Ірландії. Вільяма Едварда Форстера було призначено головним секретарем Ірландії. Він проніс законопроєкт про відшкодування збитків через загальний фонд, лише побачивши його викинутим у лордів. 24 січня 1881 р. він представив новий законопроєкт про примус до Громадської громади.
Законопроєкт рішуче виступив проти Парламентської партії Ірландії (IPP), яка підняла свою тактику обструкціонізму на нові висоти, обговоривши друге читання протягом 41 години. Врешті-решт спікер вдався до ігнорування депутатів МПП, що вимагають права слова, і поставив запитання. Цей суперечливий безпрецедентний крок був незабаром офіційно оформлений, коли Гладстон забезпечив внесення змін до правил порядку, що дозволяють клопотати («гільйотини»). Після того, як законопроєкт став законом у березні, The Spectator прокоментував, що «він фактично займав весь час роботи Нижньої палати протягом семи тижнів і один день; адже, хоча деяка частина дискусії була номінально присвячена промові королеви, навіть ця дискусія навряд чи звернулася до будь-якої іншої теми». 

## Впровадження
Загалом за цим актом було затримано 953 людини.  Багато з них брали активну участь в Ірландській національній земельній лізі; цього було достатньо для «обґрунтованої підозри», яку вимагає акт. 13 жовтня 1881 р. лідер МПП Чарльз Стюарт Парнелл був заарештований відповідно до цього закону після того, як його газета, Об'єднана Ірландія, напала на Закон про землю (Ірландія) 1881 р .  Ордер на арешт звинувачував Парнелла в тому, що він виступав головним у підбурюванні інших до «утримання від ... сплати законної ренти» він був інтернований в Кілмейнхем-Гаолі.  Об'єднана Ірландія опублікувала «Маніфест оренди» через тиждень після ув'язнення Парнелла, а Земельна ліга була заборонена, а потім знову з'явилася як Ірландська національна ліга.  Затримання ірландських американців з громадянством США спричинило дипломатичний суперечку між Лондоном та Вашингтоном. 

## Закінчення
Термін дії акту повинен був закінчитися 30 вересня 1882 р.   Законопроєкт про його скасування було розгромлено в першому читанні в лютому 1882 р., внісши його Томас Секстон, підписант Маніфесту про оренду.  Форстер запропонував поновлювати закон на невизначений термін для вирішення кризи, але решта уряду не погодилася, і переговори розпочалися з Парнеллом.  Вони призводять до Кілмейнхемського договору, який закінчився бойкотом таким чином, що термін дії акта закінчився.  Форстер і лорд-лейтенант Джон Спенсер, 5-й граф Спенсер, подали у відставку в травні 1882 р. 
Закон був скасований Законом про перегляд закону 1894 року. 

## Виноски
1. ↑  Закон не мав офіційної короткої назви. Це згадувалося як Закон про захист особи та власності (Ірландія), або про особу в однині, та / або пропущено (Ірландія).

### Цитати
1. ↑  Gladstone and Ireland. historylearningsite.co.uk. Архів оригіналу за 11 травня 2015. Процитовано 18 липня 2021.
2. ↑  National Portrait Gallery, London, accessed September 2009
3. ↑  Laura K. Donohue (2003). "Civil Liberties, Terrorism, and Liberal Democracy: Lessons from the United Kingdom" [Архівовано 6 липня 2017 у Wayback Machine.] (PDF). In Arnold M. Howitt; Robyn L. Pangi (eds.). Countering Terrorism: Dimensions of Preparedness [Архівовано 18 липня 2021 у Wayback Machine.]. MIT Press. p. 421. ISBN 978-0-2625-8239-1.
4. ↑  News of the Week. The Spectator. London (2749): 1. 5 березня 1881. Архів оригіналу за 18 липня 2021. Процитовано 18 липня 2021.
5. ↑  Simpson, Alfred William Brian (1994). In the Highest Degree Odious: Detention Without Trial in Wartime Britain. Oxford University Press. с. 4. ISBN 9780198259497. Архів оригіналу за 18 липня 2021. Процитовано 15 листопада 2016.
6. 1 2  The Times, Arrest of Mr. Parnell, 14 October 1881
7. ↑  Aldous, ред. (2008). 'No Rent Manifesto' The Land League calls for a rent strike against landlords, 18 October 1881. We Declare; Landmark Documents in Ireland's History. London: Quercus. с. 90–91. ISBN 978-1-84724-672-1.
8. ↑  Edwards, Owen Dudley (2009). American Diplomats and Irish Coercion, 1880–1883. Journal of American Studies. 1 (2): 213. doi:10.1017/S0021875800007866. ISSN 0021-8758.
9. ↑  Protection of Persons and Property Act 1881, section 4
10. ↑  House of Commons Procedure Committee (14 грудня 2015). 2 The House's practice. Notification of the arrest of Members. UK Parliament. с. fn.8. Архів оригіналу за 16 листопада 2016. Процитовано 15 листопада 2016.
11. ↑  Protection of Person And Property (Ireland) Act Repeal Bill; Motion For Leave. Hansard. 9 лютого 1882. с. HC Deb vol 266 cc342–66. Архів оригіналу за 10 березня 2017. Процитовано 15 листопада 2016.
12. 1 2 3  Nicholls, David (1995). The Lost Prime Minister: A Life of Sir Charles Dilke. A&C Black. с. 108. ISBN 9781852851255. Архів оригіналу за 18 липня 2021. Процитовано 18 липня 2021.
13. ↑  Statute Law Revision Act, 1894, Schedule 1. Irish Statute Book. Архів оригіналу за 11 вересня 2016. Процитовано 15 листопада 2016.